# 正斗中文
《正斗中文》（英語：Chinese Made Efficient），是由香港電台電視部製作的半小時語文教育資訊節目，於2012年期間製作及播出，以講解粵語的歷史、語法及文化。

## 珍惜中文、重視粵語
《正斗中文》為推廣重視粵語，曾取得周星馳、王維基及王菀之等簽名支持。

## “不要『迆』（Hea） 用中文”工作坊
《正斗中文》也在2012年2月3日舉行『不要迆用中文』工作坊，再次由曾志豪、蘇真真主持，嘉賓除了鄧昭祺博士和彭志銘來探討粵語口語裡的中文字，就像主題裡『迆』字就是粵語 （Hea）字的正寫，表示“懶散”的意思，嘉賓也包括日籍片岡新博士，討論他在學習粵語發音和文法的難處，和日式詞語融入到漢語的影響 （例：達人、宅男、新登場、警察等），和討論怎樣珍惜中文。 Kolor 和填詞人鄭國江 會作填詞上的心得，為何粵語流行曲在許冠傑時代以後，沒有延續用廣東話口語填詞的習慣，還有列出很多經典粵語流行曲內經常唱錯的破音字，最後來賓也在《珍惜中文》簽名版簽字。 2月27日在官網播出。

## 節目內容
節目由香港電台第二台節目現任瘋Show快活人主持曾志豪及中學老師兼《香港潮語學習字卡》作者蘇真真主持。節目以富趣味的手法，利用不同生活化的形式，如相聲、街訪、歌曲、短劇等，介紹不同事物在不同場合之中的遣詞用字、各粵語字詞的音調變化，以及中文文法的處理等，以研究實用性中文為主。
節目亦有論述各地文化對本土語言演變的各種複雜現象，如歐化詞、日化詞、中國大陸簡體字，以及各網絡語言及所謂「潮語」對本土文化的影響，和為什麼有些網絡語言不可以用粵語直說 （例：帥呆、很酷）。
節目逢星期三晚上7時至7時30分於亞洲電視本港台播出，並於香港電台網站rthk.hk提供節目重溫。

## 節目環節

### 就地正法
以街訪方式，問路人某個字怎麼寫、怎麼唸，或在街上廣告找錯別字，而加以更正，然後會出正式答案和說明其解釋和出處。

### 字源拾趣
由節目顧問鄧昭祺博士主持。鄧博士為香港大學醫學院內外全科醫學士及香港大學中文學院哲學博士。於環節內，鄧博士專以不同漢字的甲骨文為觀眾闡釋漢字的來源、演變、典故，以及所引申的中國文化意義。

### 大牌檔茶餐廳
為節目內的趣劇環節。趣劇主要由張雷、黃敏奕、陳彥行、李尚正及陳耀榮演出，分別飾演「大牌檔茶餐廳」的老闆「雷哥」（人稱「Lui哥」）、「雷哥」的女兒「Venus」（雷哥稱其為「妹妹豬」）、從事保險業的「行姐」、茶客「阿正」，以及茶餐廳夥計「肥谷」。「大牌檔茶餐廳」取景自蘇屋邨杜鵑樓地下的一所茶餐廳，現已結業。
趣劇主要圍繞上述數角，依照不同分集所訂之主題演出相關趣劇。內容亦主要涉及中文知識，如介紹不同四字成語，以風趣幽默的手法教授相應知識。趣劇亦偶有名人客串演出，如節目第二集〈朋友〉中，何守信就客串成為茶客；第三集〈愛美麗〉中有演員田啟文客串；第六集〈談情說愛〉中有演員魯芬客串；第七集〈偶像〉中有饒舌歌手MC仁及泰山客串；第八集〈平靚正〉中更有立法會議員黃毓民客串作神秘茶客。

### 曲詞鑑賞
由香港浸會大學中國語言及文學系教授及人文學課程主任朱耀偉教授及樂評人黃志華主持。節目會根據主題挑選對應中文流行歌曲，無論古今，並由本地流行樂隊Kolor演繹，然後由朱教授或黃志華作曲詞鑑賞及分析，藉以向觀眾分析本地流行曲文化、粵語文化及曲詞文學。例子如於第三集〈愛美麗〉中，節目挑選了徐小明於1980年主唱的《青春豆》（其實正字為『痘』），並由朱教授以此例分析粵語流行曲寫實、生活化、具時代色彩以及一時一地的多元化文化風格。在第11集，節目挑選了LMF主唱的《大懶堂》並由作詞人MC仁說明怎樣先把歌詞創作辦妥，才把歌曲旋律編排。而Kolor 在第7集：《偶像》演繹了自己作品《愚公》，歌曲以借代的寫作手法，隱喻香港四位已故人物 (歌詞順序為黃家駒、謝廷駿、黃福榮、司徒華) 的故事。以愚公比喻他們那份堅毅不屈的精神。

## 每集主題
| 集數 | 播映日期      | 主題     | 「曲詞鑑賞」歌曲                                         |
| ---- | ------------- | -------- | -------------------------------------------------------- |
| 1    | 2012年1月4日  | 食       | 謝安琪「我愛茶餐廳」                                     |
| 2    | 2012年1月11日 | 朋友     | 陳奕迅「最佳損友」                                       |
| 3    | 2012年1月18日 | 愛美麗   | 徐小明「青春豆」                                         |
| 4    | 2012年1月25日 | 買樓     | 古巨基「蝸居」                                           |
| 5    | 2012年2月8日  | 盜竊     | 許冠傑「摩登保鑣」                                       |
| 6    | 2012年2月15日 | 談情說愛 | 陳奕迅「張氏情歌」                                       |
| 7    | 2012年2月22日 | 偶像     | Kolor「愚公」                                            |
| 8    | 2012年2月29日 | 平靚正   | 「雜錦賀年歌」                                           |
| 9    | 2012年3月7日  | 港孩     | 張繼聰、李克勤「爸爸聲」                                 |
| 10   | 2012年3月14日 | 講數     | 葉振棠「找不著藉口」                                     |
| 11   | 2012年3月21日 | 打工仔   | LMF「大懶堂」                                            |
| 12   | 2012年3月14日 | 死亡     | 劉德華「觀世音」 鄭君綿「明星之歌」 許冠傑「天才與白痴」 |

## 外部連結
- YouTube：正斗中文 - 第8集 平靚正 （页面存档备份，存于）
- YouTube：正斗中文 - 第11集 打工仔 （页面存档备份，存于）